# Mercedes-Benz CLS
Mercedes-Benz CLS – samochód osobowy klasy wyższej produkowany pod niemiecką marką Mercedes-Benz w latach 2004 – 2023.

## Pierwsza generacja

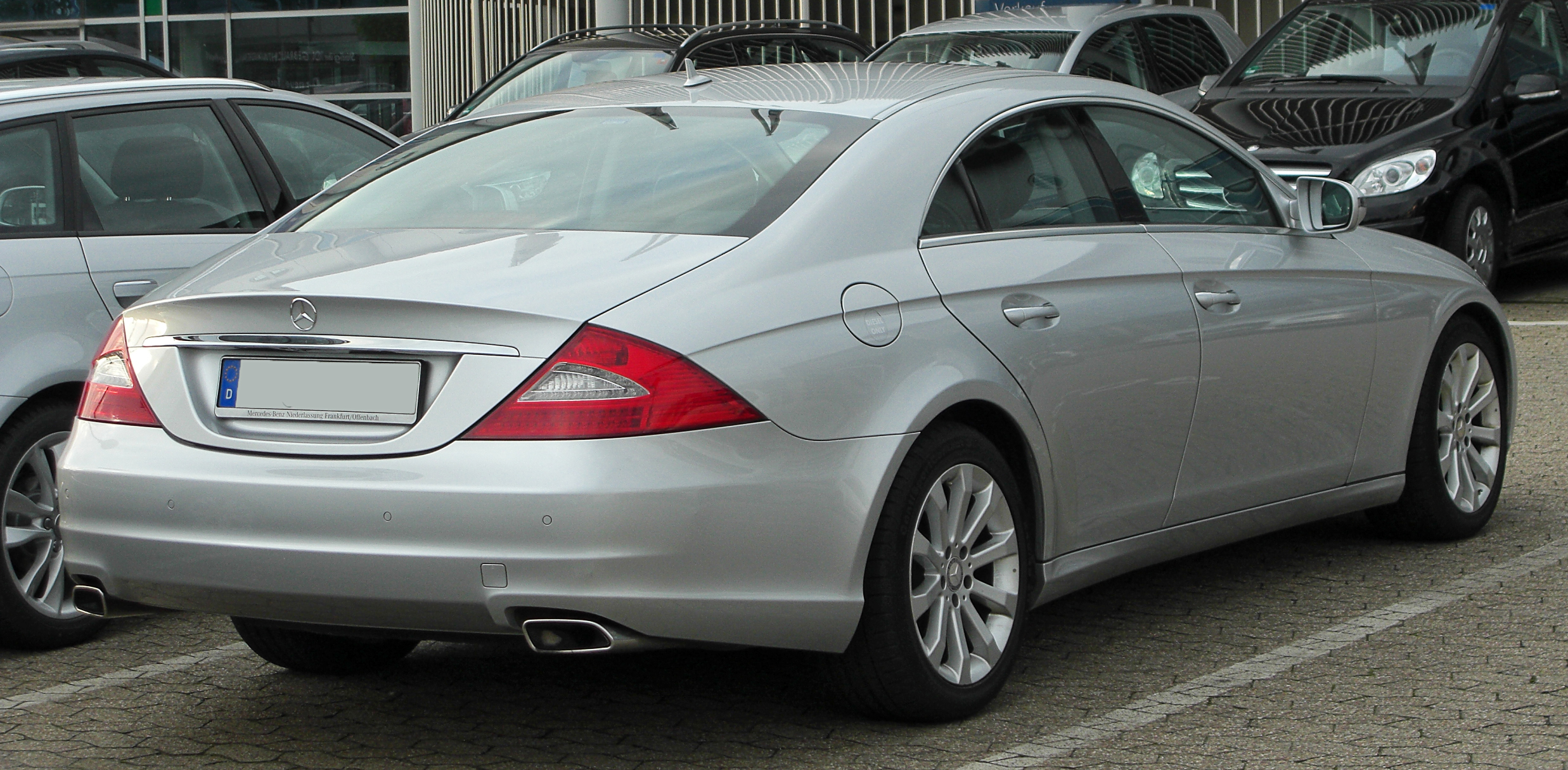
Mercedes-Benz CLS I (C219) – tył po liftingu

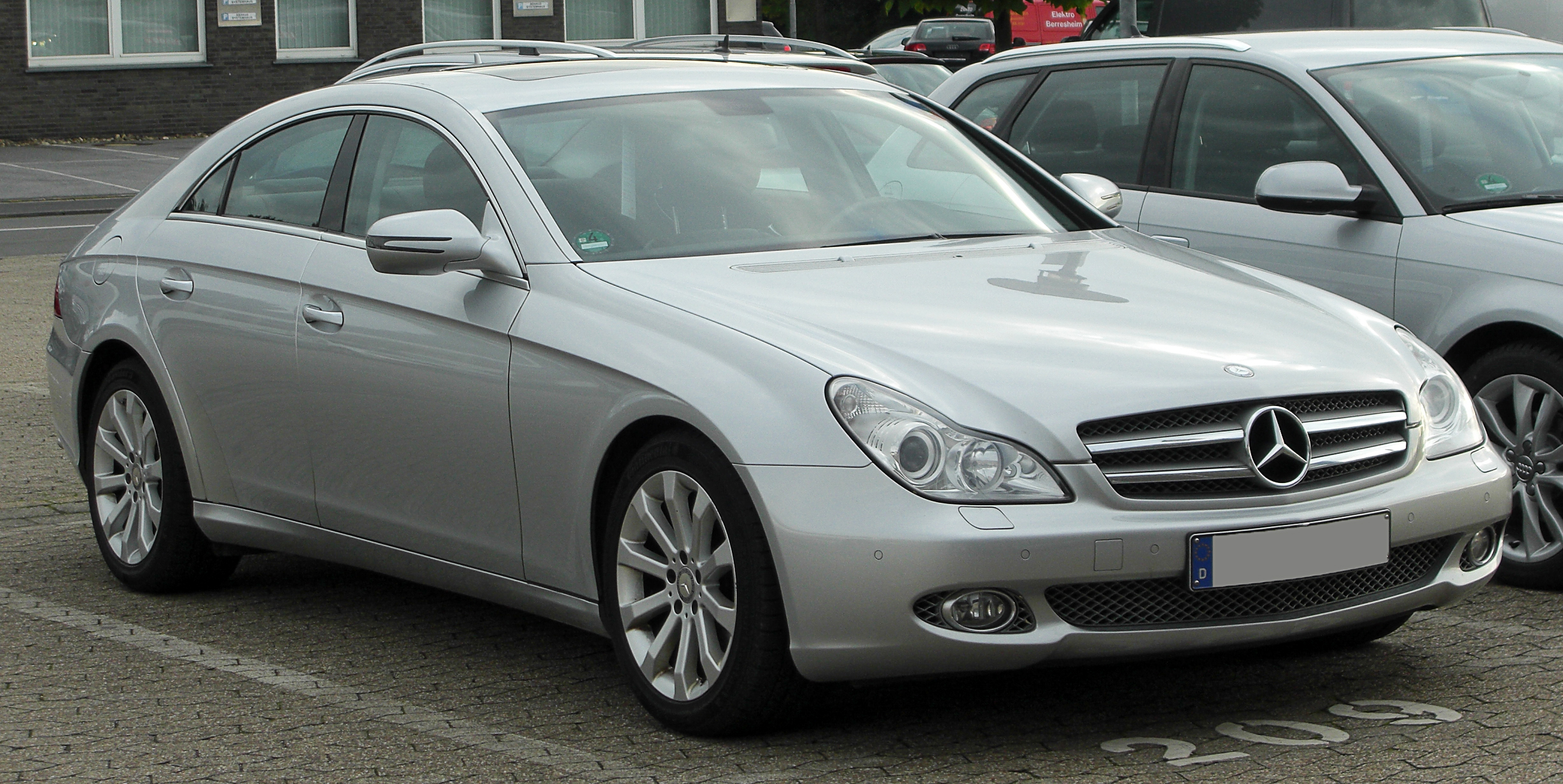
Mercedes-Benz CLS I (C219) po liftingu

Mercedes-Benz CLS I został zaprezentowany po raz pierwszy w kwietniu 2004 roku.
Samochód otrzymał kod fabryczny C219. Pierwsza generacja CLS to zarazem pierwszy tego typu samochód w gamie Mercedesa reklamowany jako 4-drzwiowe coupe, będący de facto sportowo stylizowanym sedanem. Pojazd jest seryjną formą prototypu Mercedes-Benz Vision CLS, który został zaprezentowany rok wcześniej – we wrześniu 2003 roku. CLS został zbudowany na bazie modelu Klasa E, jednak opracowano go według zupełnie innej koncepcji. W przeciwieństwie do tego modelu, CLS był większy, a zarazem ciaśniejszy we wnętrzu, łącząc swoim charakterem sport i elegancję. W momencie debiutu, Mercedes CLS nie miał bezpośredniego konkurenta – pierwszy z nich pojawił się dopiero w 2008 roku w postaci Porsche Panamera.
W 2008 roku pierwsza generacja CLS-a przeszła drobną modernizację. Polegała ona na m.in. wprowadzeniu nowych wzorów zderzaków, opracowaniu nowego wzoru atrapy chłodnicy i innego wypełnienia oświetlenia, z nowym kołem kierownicy włącznie.

### Dane techniczne
| Wersja                | Silnik:                              | Układ zasilania:   | Średnica × skok tłoka: | St. sprężania:     | Moc maksymalna:                    | Maks. moment obrotowy          | 0-100 km/h:        | V-max:             |
| Silniki benzynowe:    | Silniki benzynowe:                   | Silniki benzynowe: | Silniki benzynowe:     | Silniki benzynowe: | Silniki benzynowe:                 | Silniki benzynowe:             | Silniki benzynowe: | Silniki benzynowe: |
| --------------------- | ------------------------------------ | ------------------ | ---------------------- | ------------------ | ---------------------------------- | ------------------------------ | ------------------ | ------------------ |
| CLS 280               | V6 3,0 l (2996 cm³), DOHC            | wtrysk             | 88,00 mm × 82,10 mm    | 11,3:1             | 231 KM (170 kW) przy 6000 obr./min | 300 Nm przy 2500-5000 obr./min | 7,7 s              | 245 km/h           |
| CLS 350               | V6 3,5 l (3498 cm³), DOHC            | wtrysk             | 92,90 mm × 86,00 mm    | 10,7:1             | 272 KM (200 kW) przy 6000 obr./min | 350 Nm przy 2400-5000 obr./min | 7,0 s              | 250 km/h           |
| CLS 350 CGI           | V6 3,5 l (3498 cm³), DOHC            | wtrysk bezpośredni | 92,90 mm × 86,00 mm    | 12,2:1             | 292 KM (215 kW) przy 6400 obr./min | 365 Nm przy 3000-5100 obr./min | 6,7 s              | 250 km/h           |
| CLS 500               | V8 5,0 l (4966 cm³), SOHC            | wtrysk             | 97,00 mm × 84,00 mm    | 10,0:1             | 306 KM (225 kW) przy 5600 obr./min | 460 Nm przy 2700-4250 obr./min | 6,1 s              | 250 km/h           |
| CLS 550               | V8 5,5 l (5461 cm³), DOHC            | wtrysk             | 98,00 mm × 95,00 mm    | 10,7:1             | 388 KM (286 kW) przy 6000 obr./min | 530 Nm przy 2800-4800 obr./min | 5,4 s              | 250 km/h           |
| CLS 55 AMG            | V8 5,4 l (5439 cm³), SOHC, kompresor | wtrysk             | 97,00 mm × 92,00 mm    | 9,0:1              | 476 KM (350 kW) przy 6100 obr./min | 700 Nm przy 2650 obr./min      | 4,7 s              | 250 km/h           |
| CLS 63 AMG            | V8 6,2 l (6208 cm³), DOHC            | wtrysk             | 102,20 mm × 94,60 mm   | 11,3:1             | 514 KM (378 kW) przy 6500 obr./min | 630 Nm przy 5200 obr./min      | 4,2 s              | 300 km/h           |
| Silniki wysokoprężne: |                                      |                    |                        |                    |                                    |                                |                    |                    |
| CLS 320 CDI           | V6 3,0 l (2987 cm³), SOHC, turbo     | wtrysk common rail | 83,00 mm × 92,00 mm    | 17,7:1             | 224 KM (165 kW) przy 4000 obr./min | 510 Nm przy 1800-2600 obr./min | 7,0 s              | 246 km/h           |

### Wersje specjalne
- CLS 55 AMG
- CLS 63 AMG
- CLS 55 AMG IWC Ingenieur (2006)
- Grand Edition (2009)
- Sound Suite (2010)
- Brabus Rocket

## Druga generacja

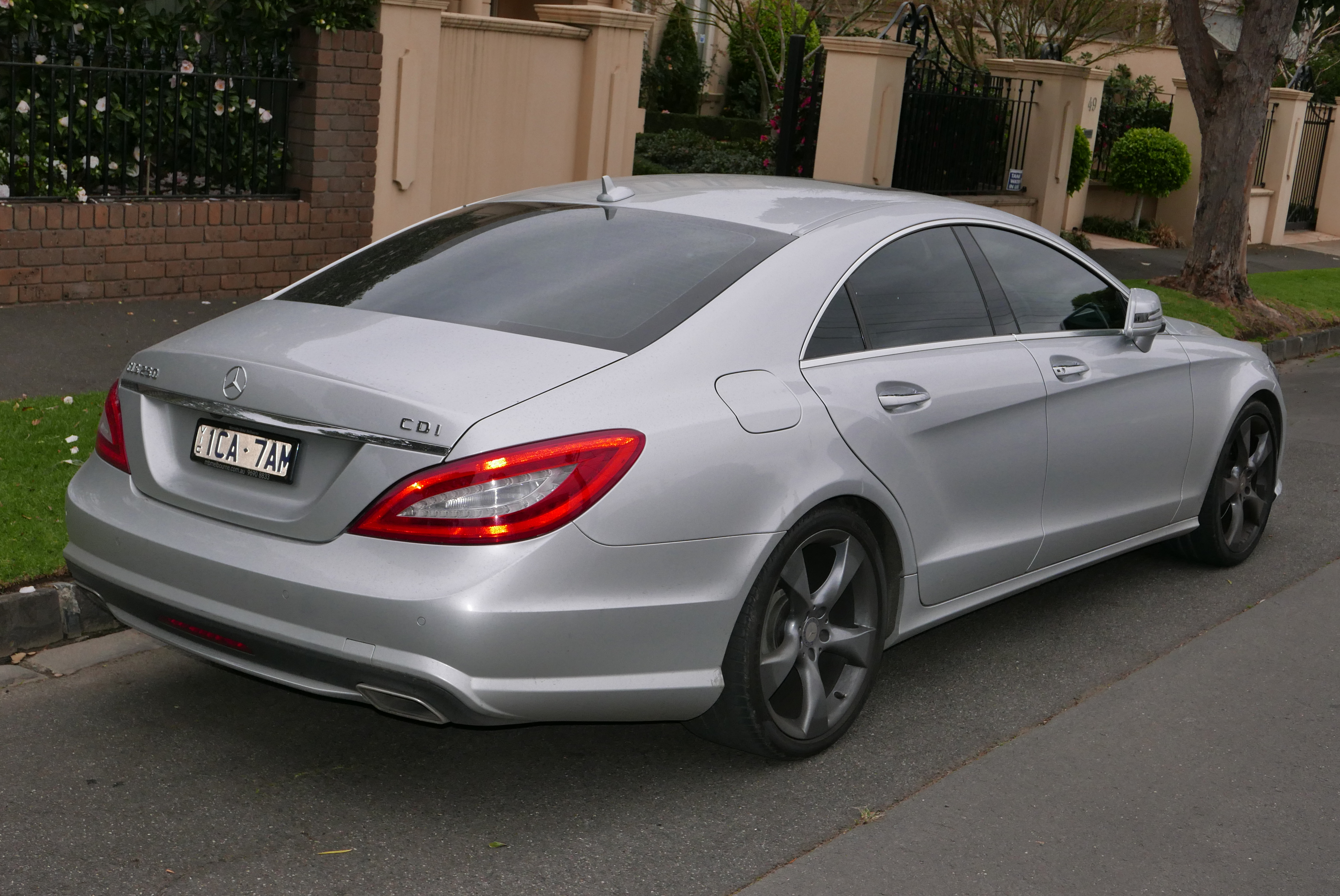
Mercedes-Benz CLS II (C218) – tył

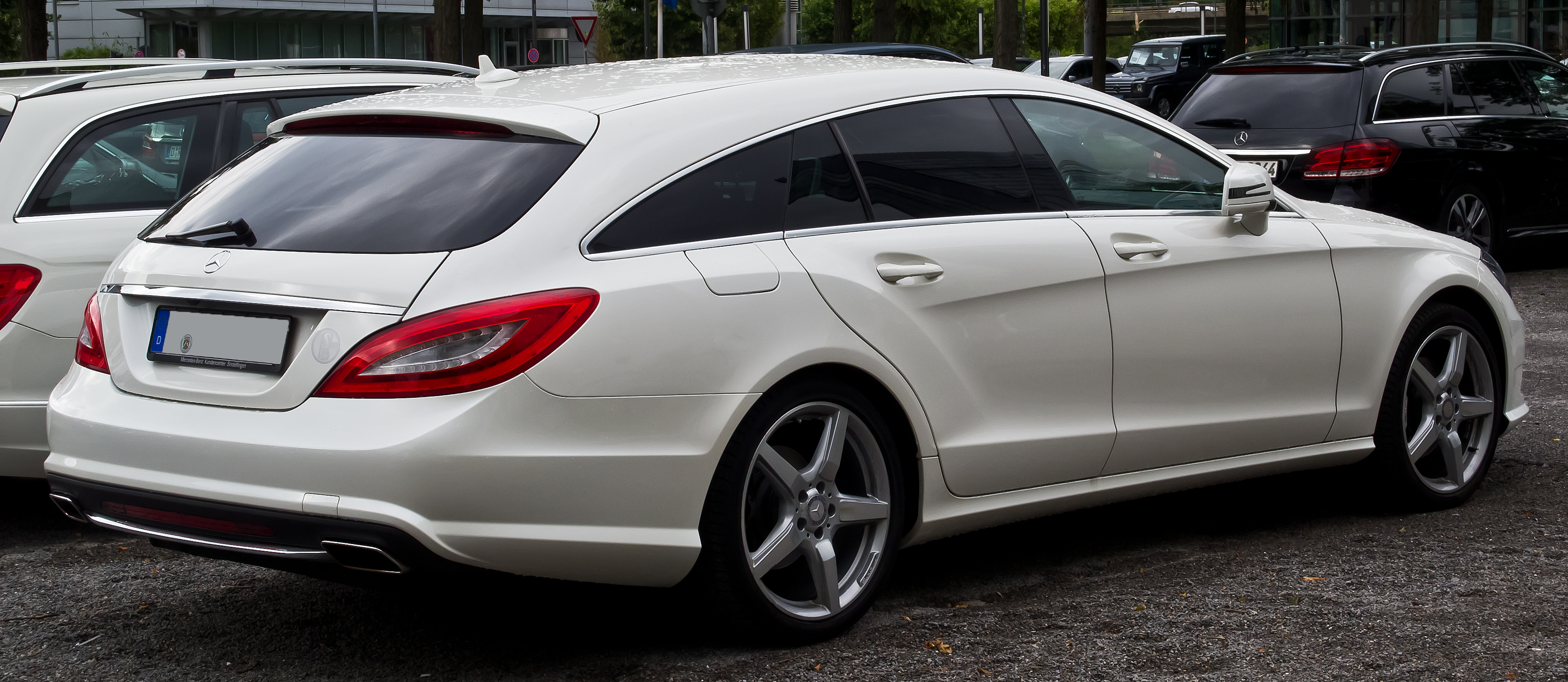
Mercedes-Benz CLS II Shooting Brake (X218)

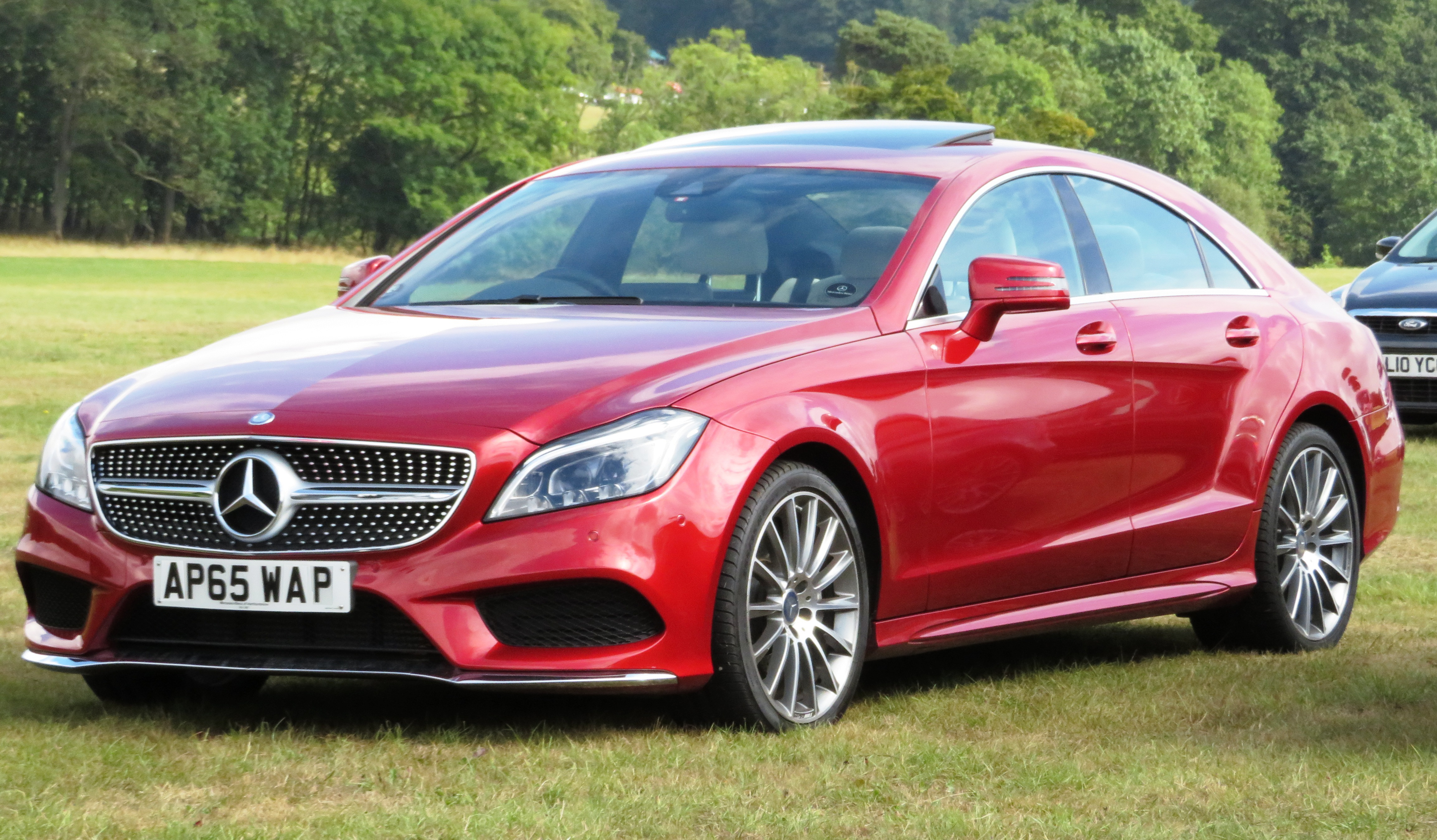
Mercedes-Benz CLS II (C218) po liftingu

Mercedes-Benz CLS II został zaprezentowany po raz pierwszy we wrześniu 2010 roku.
Samochód otrzymał kod fabryczny C218. Na tle poprzednika, druga generacja Mercedesa CLS zyskała bardziej wyraziste proporcje nadwozia, z silnym zaakcentowaniem przetłoczeń nadwozia, bardziej strzelistymi lampami i strzelistym kształtem tylnej części nadwozia. Podobnie jak przy pierwszej generacji, drugie wcielenie CLS-a to seryjna odmiana studium, które poprzedziło jego premierę – w tym wypadku mowa o prototypie Mercedes-Benz F800 Style z marca 2009 roku. Samochód ponownie oparto na platformie ówczesnego wcielenia Klasy E, pozycjonując go w gamie między tym modelem, a Klasą S.
W czerwcu 2014 roku zaprezentowano model po modernizacji, w ramach której CLS drugiej generacji otrzymał nowy kształt reflektorów, większą atrapę chłodnicy i inaczej ukształtowany zderzak. Ten pierwszy element marka uznała za ważną nowość. Każdy z reflektorów wykonanych w technologii Multibeam LED składa się z modułów, w których znajdują się 24 indywidualnie kontrolowane diody LED. Ponadto, spore zmiany pojawiły się także w środku – kokpit stał się mniej zabudowany w górnej części, a ekran do sterowania centrum multimedialnym przyjął formę domontowanego tabletu. Ponadto, wszystkie jednostki napędowe dostosowano do obowiązującej wówczas normy emisji spalin Euro6.
W lipcu 2016 roku Mercedes-Benz zaprezentował odmianę „Final Edition”, opracowaną specjalnie, by oddać część aktualnej wtenczas generacji CLS-a. Pożegnalna edycja powstała w oparciu o model w pakiecie AMG Line, na który składają się aluminiowe obręcze AMG, diamentowa kratownica (w zderzaku), chromowana osłona chłodnicy, a także przedni i tylny zderzak AMG. Po otwarciu drzwi w oczy rzucają się listwy progowe sygnowane przez AMG, obite czarną skórą fotele oraz spłaszczona u dołu kierownica wielofunkcyjna. Wyróżnikami tej edycji są dywaniki z napisem „Final Edition”.
Pakiet „Final Edition” można było zakupić wraz z każdą dostępną jednostką napędową. Producent wymagał dopłaty 8211 euro.

### CLS Shooting Brake
W lipcu 2012 roku po raz pierwszy (i jak się okazało później ostatni) gama nadwoziowa CLS-a została uzupełniona o drugą wersję – sportowo stylizowane kombi zwane Shooting Brake. Samochód zyskał nieznacznie przestronniejszą kabinę i smuklejszą sylwetkę nadwozia w stylu łuku, nie posiadając zarazem bezpośredniego konkurenta.

### Dane techniczne
Gama jednostek napędowych składa się z pięciu jednostek (dwie wysokoprężne, trzy benzynowe). Napęd przenoszony jest poprzez 7-biegową automatyczną skrzynię biegów w zależności od wersji na oś tylną lub na wszystkie koła 4 MATIC (w wersji z silnikiem Diesla 350 CDI BlueEFFICIENCY lub jednostką benzynową 500 BlueEFFICIENCY).
| Wersja                     | Silnik:                               | Układ zasilania:   | Średnica × skok tłoka: | St. sprężania:     | Moc maksymalna:                         | Maks. moment obrotowy           | 0-100 km/h:        | V-max:             |
| Silniki benzynowe:         | Silniki benzynowe:                    | Silniki benzynowe: | Silniki benzynowe:     | Silniki benzynowe: | Silniki benzynowe:                      | Silniki benzynowe:              | Silniki benzynowe: | Silniki benzynowe: |
| -------------------------- | ------------------------------------- | ------------------ | ---------------------- | ------------------ | --------------------------------------- | ------------------------------- | ------------------ | ------------------ |
| CLS 350                    | V6 3,5 l (3498 cm³), DOHC             | wtrysk bezpośredni | 92,90 mm × 86,00 mm    | 12,0:1             | 306 KM (225 kW) przy 6500 obr./min      | 370 N•m przy 3500-5250 obr./min | 6,1 s              | 250 km/h           |
| CLS 500 BlueEFFICIENCY     | V8 4,7 l (4663 cm³), DOHC, twin-turbo | wtrysk bezpośredni | 92,90 mm × 86,00 mm    | 10,5:1             | 408 KM (300 kW) przy 5000-5750 obr./min | 600 N•m przy 1600-4750 obr./min | 4,8 s              | 250 km/h           |
| CLS 63 AMG                 | V8 5,5 l (5461 cm³), DOHC, bi-turbo   | wtrysk bezpośredni | 98,00 mm × 90,50 mm    | 10,0:1             | 525 KM (386 kW) przy 5250 obr./min      | 700 N•m przy 1750-5000 obr./min | 4,4 s              | 250 km/h           |
| CLS 63 AMG 4MATIC          | V8 5,5 l (5461 cm³), DOHC, bi-turbo   | wtrysk bezpośredni | 98,00 mm × 90,50 mm    | 10,0:1             | 558 KM (410 kW) przy 5250 obr./min      | 720 N•m przy 1750-5250 obr./min | 3,7 s              | 250 km/h           |
| CLS 63 AMG S 4MATIC        | V8 5,5 l (5461 cm³), DOHC, bi-turbo   | wtrysk bezpośredni | 98,00 mm × 90,50 mm    | 10,0:1             | 585 KM (430 kW) przy 5250 obr./min      | 800 N•m przy 1750-5000 obr./min | 3,6 s              | 250 km/h           |
| Silniki wysokoprężne:      |                                       |                    |                        |                    |                                         |                                 |                    |                    |
| CLS 250 CDI BlueEFFICIENCY | R4 2,2 l (2143 cm³), DOHC, turbo      | wtrysk common rail | 83,00 mm × 99,00 mm    | 16,2:1             | 204 KM (150 kW) przy 4200 obr./min      | 500 N•m przy 1600-1800 obr./min | 7,5 s              | 242 km/h           |
| CLS 350 CDI BlueEFFICIENCY | V6 3,0 l (2987 cm³), DOHC, turbo      | wtrysk common rail | 83,00 mm × 99,00 mm    | 15,5:1             | 265 KM (195 kW) przy 3800 obr./min      | 620 N•m przy 1600-2400 obr./min | 6,2 s              | 250 km/h           |

## Trzecia generacja

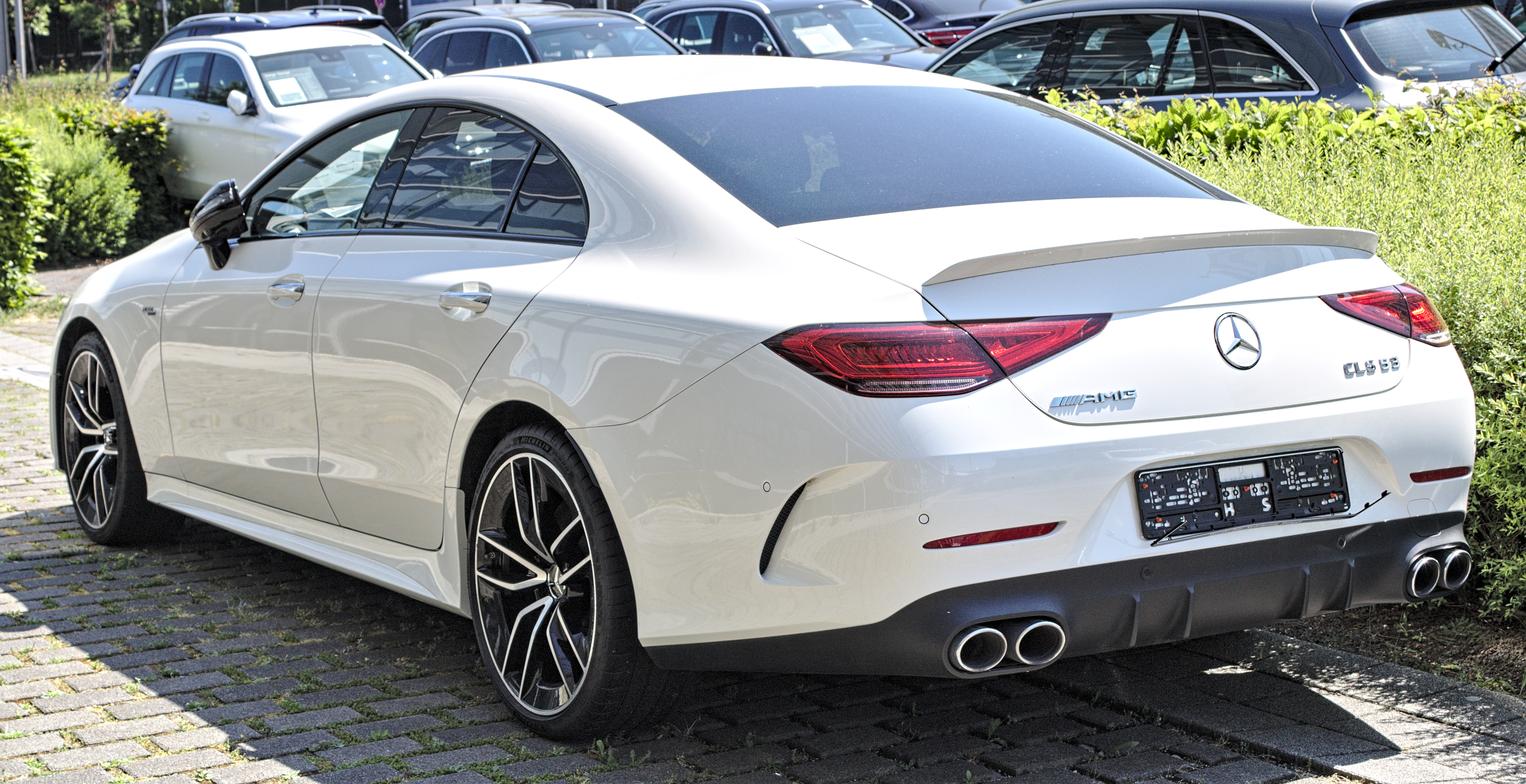
Mercedes-Benz CLS III (C257) 53 AMG – tył

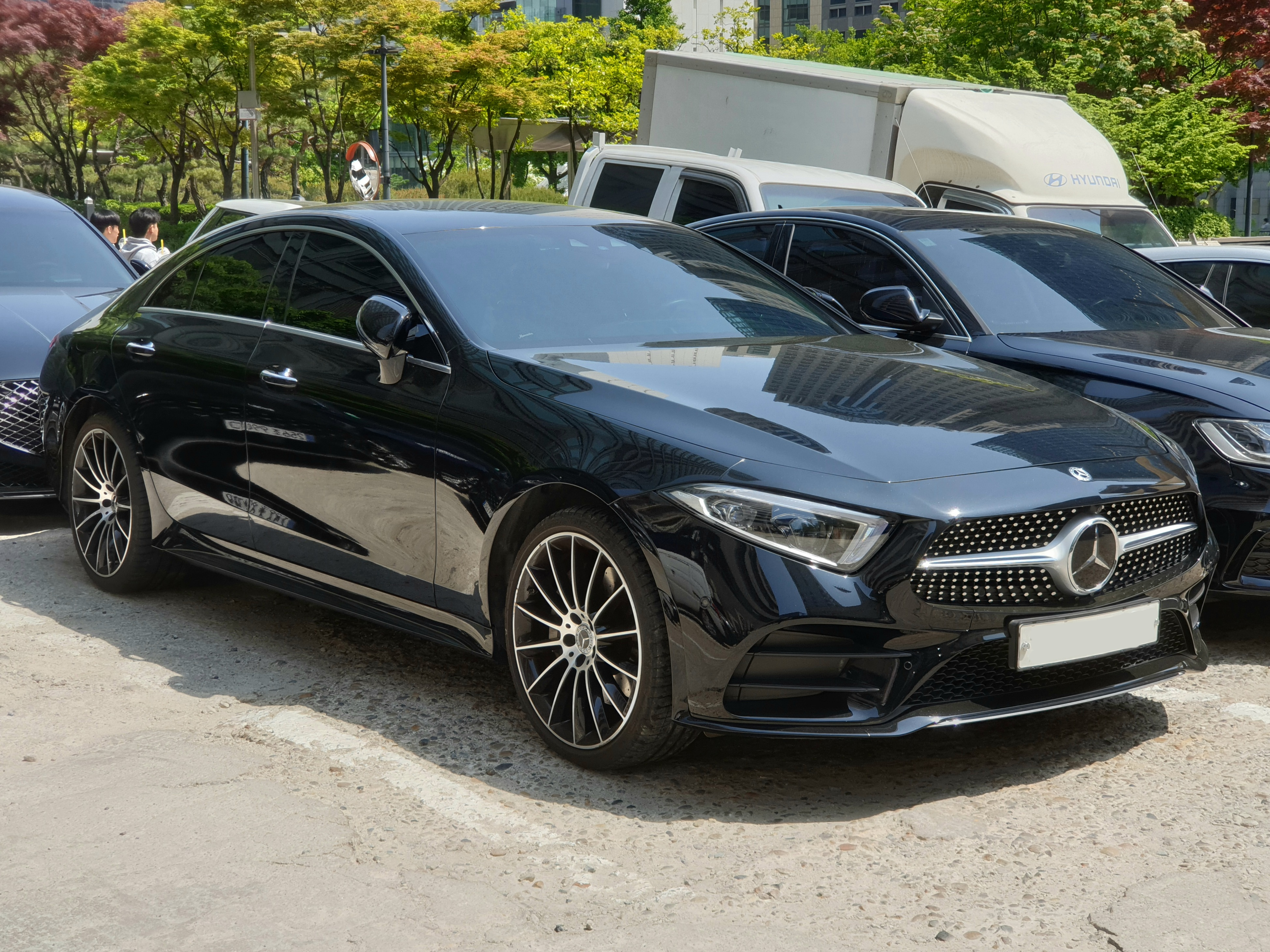
Mercedes-Benz CLS III (C257)

Mercedes-Benz CLS III został zaprezentowany po raz pierwszy w listopadzie 2017 roku.
Samochód otrzymał kod fabryczny C257. Na tle poprzednika, Mercedes ponownie zdecydował się na zmiany w charakterystycznej, sportowej sylwetce samochodu. Trzecie wcielenie CLS zyskało bardziej strzeliste akcenty stylistyczne, pozbawiono je wyrazistych przetłoczeń na drzwiach i to tutaj po raz pierwszy zadebiutowała nowa estetyka marki wyróżniająca się łezkowatymi reflektorami. Samochód stał się zarazem bardziej masywny i obły. Duże zmiany zaszły też we wnętrzu pojazdu, gdzie wdrożono zupełnie nowy projekt kokpitu. Stał się on masywniejszy, a dominującym elementem są dwa 12,3-calowe ekrany – pierwszy odgrywa rolę zegarów, a drugi służy do sterowania systemem multimedialno-rozrywkowym. CLS ponownie jest blisko spokrewniony technicznie z bieżącym wcieleniem Klasy E.
Pod maskę trafiły cztery sześciocylindrowe jednostki napędowe: wysokoprężne  CLS 350 d 4MATIC o mocy 286 KM i CLS 400 d 4MATIC o mocy 340 KM, a także hybrydowy CLS 450 4MATIC łącząca 367-konny silnik benzynowy z 22-konną jednostką elektryczną oraz najmocniejsza wersja CLS 53 AMG 4MATIC+ z mocą 435KM również połączony z 22-konną jednostką elektryczną.
Całość dopełniana jest przez czterocylindrowe silniki : CLS 300 d o mocy 265 KM, CLS 220 d o mocy 194 KM oraz benzynowy CLS 350 o mocy 299 KM połączony z 14-konną jednostką elektryczną.
Produkcja w niemieckich zakładach marki, a także sprzedaż włącznie w polskich punktach dealerskich, ruszyła oficjalnie w marcu 2018 roku.